# リンゴスター (お笑い)
リンゴスターは、かつてプロダクション人力舎で活動していたお笑いトリオ。2017年1月6日解散。

## メンバー
小川 裕史（おがわ ゆうし、1991年7月31日（33歳） - ）
- 埼玉県出身。
- 埼玉県立鷲宮高等学校卒。
- 身長177cm、血液型はAB型。
- 同じ高校の「ヒーロー的な子」（小川曰く）が吉本に行くと聞いて、じゃあ自分は他の所に行くと決め、一番先輩後輩関係がゆるいと聞いた人力舎に決めたという[1]。
- リンゴスターのリーダーではあるが、じゃんけんで勝って決まったもので、他のメンバー曰く「何の権力も無い」とのこと[2]。
- 初めてお笑いライブを観に行ったのは、高校生の時に友達に連れられて行ったルミネtheよしもと[3]。
- キングオブコントの最年少決勝進出者である[4]。
- 解散後はピン芸人「ギリギリ小川」として活動。2019年に元ベストフレンズの石塚慎也とコンビ「ナンシンヨク」を結成するが、2021年頃に解散。
- 2022年2月20日に元真夜中クラシックのタケイユウスケとコンビ「イルカアタック」を結成。ライジング・アップに所属していたが、同年11月30日に解散した[5][6][7]。

平田 俊之（ひらた としゆき、1989年10月14日（35歳） - ）
- 東京都出身。
- 武蔵大学社会学部メディア社会学科中退。
- 身長164cm、血液型はA型。
- 通称：ひらたくん。
- 芸人を目指すきっかけであり、人力舎に入った理由は、同じ人力舎の先輩であるおぎやはぎ、アンタッチャブルのラジオ番組を好んでよく聴いていたことから[1]。
- 高校生の時から芸人になりたいという思いを持ち、初めてお笑いライブを観に行ったのは、高校の同級生と一緒に行ったマセキ芸能社の若手ライブ[3]。
- 解散後は、芸人を引退しスマートメディアに勤務してesportsメディア「esports press」の立ち上げ編集長を務めたのち、2019年6月よりフリーライターとして活動している[8]。

高野 尚之（たかの なおゆき、1988年3月1日（37歳） - ）
- 東京都出身。
- 東京工芸大学芸術学部デザイン学科卒。
- 身長160cm、血液型はA型。
- 映画とペヤングの焼きそばが好き[9]。
- 初めてお笑いライブを観に行ったのは、大学生の時にシアターD（東京・渋谷）でのライブ[3]。
- 解散後はピン芸人「リンゴスター高野」として引き続き人力舎に所属し、現在は「タッカーノ」に改名。

## 概要
共にスクールJCA19期生。2010年結成。在学当初はメンバーそれぞれ違うコンビやトリオを組んでいた。
コントの内容は、本人たち曰く「日常に近いコント」。
2014年のキングオブコントにて、結成5年目でありながら決勝進出を果たす。これがトリオにとって初のテレビ出演であった。
2016年12月29日、プロダクション人力舎公式ホームページにて、平田の引退に伴い2017年1月6日の事務所ライブ『バカ爆走!』をもって解散することを発表した。解散の原因の1つは、平田が楽屋泥棒の被害に遭い財布を紛失した事が挙げられている。マッハスピード豪速球の坂巻がその犯人だといじられることがある（本人は冤罪を主張）。

## 賞レース戦績

### キングオブコント
- 2013年 2回戦進出
- 2014年 決勝進出
- 2015年 2回戦進出
- 2016年 2回戦進出

### その他
- 2016年 第7回お笑いハーベスト大賞 本戦（準決勝）進出

## 出演

### テレビ
- IPPON スカウト（フジテレビ）- 2013年11月22日（高野のみ）
- 踊る!さんま御殿!!（日本テレビ）- 2013年9月25日（小川のみ）
- キングオブコント2014（TBSテレビ）- 2014年10月13日
- ウンナン極限ネタバトル! THE GOLD RUSH～イロモネアへの道～予選会（TBSテレビ）- 2015年1月1日
- 前略、西東さん（中京テレビ）- 2016年5月28日
- 輝け!ギャラ3000円芸人（BSスカパー!）

### ライブ
- バカ爆走!（事務所ライブ、新宿Fu-）
- 人力舎×マセキ Presents 映画ネタ-1グランプリ（2016年9月、東京都台東区）